# Gaiferos de Benevento
Guaifero (también Gaiferos, Waifero, Waifar o Gaideris) fue príncipe de Benevento desde 878, a la muerte de su tío Adelchis, hasta su muerte sólo tres años después, en 881. Guaifero era el hijo de Radelgardo, pero era todavía demasiado joven para suceder a su padre cuando éste murió en 854.
En 879, durante la disputa entre el Ducado de Capua y su diócesis, prestó ayuda al duque Pandenulfo contra su propio cuñado, Lando III.